# Dimitar Kapinkovski
Dimitar Kapinkovski (Bitola, 27 de Maio de 1975) é um futebolista macedônio que joga como zagueiro no Bylis Ballsh da Albânia .